# Rennesøy
Rennesøy é uma comuna da Noruega, com 65 km² de área e 3309 habitantes (censo de 2004).         